# Torneo Apertura 2024 (Paraguay)
El Torneo Apertura 2024 (también llamado Copa de Primera - Tigo - Ueno Bank, por motivos de patrocinio comercial)  denominado «Homenaje a Iván Almeida» fue la centésima trigésima edición del campeonato oficial de Primera División de la Asociación Paraguaya de Fútbol (APF). El Club Libertad se coronó campeón en la última fecha del torneo, logrando el tricampeonato y su título número 25.

## Sistema de competición
Como en temporadas anteriores, el modo de disputa es el mismo bajo el sistema de todos contra todos con partidos de ida y vuelta, unos como local y otros como visitante en dos rondas de once jornadas cada una. Es campeón el equipo que acumula la mayor cantidad de puntos al término de las 22 fechas.
En caso de igualdad de puntos entre dos contendientes se define el título tomando los siguientes parámetros:
1. Puntos en partidos directos.
2. Diferencia de goles en partidos directos.
3. Diferencia de goles.
4. Mayor cantidad de goles a favor.
5. Partido extra en campo neutral.

De existir más de dos en disputa se toman en cuenta los mismos parámetros excepto el último punto, siendo como última opción sorteo.
Para determinar el descenso, los dos últimos equipos en la tabla de promedios descenderán a la División Intermedia.

### Intercambios de plazas
| Pos  | Descendidos a la División Intermedia             |
| ---- | ------------------------------------------------ |
| 11.° | Guaireña FC (Penúltimo de la tabla de promedios) |
| 12.° | Resistencia (Último de la tabla de promedios)    |

| Pos | Ascendidos de la División Intermedia                           |
| --- | -------------------------------------------------------------- |
| 1.º | Sol de América (Campeón de la División Intermedia 2023)        |
| 2.º | Sportivo 2 de Mayo (Subcampeón de la División Intermedia 2023) |

## Equipos participantes

### Localización
La mayoría de los clubes (8) se concentra en la capital del país. En tanto que dos se encuentran a corta distancia en ciudades del Departamento Central. Por último, uno pertenece al departamento de Amambay y uno al de Alto Paraná. Se incluye al estadio Defensores del Chaco, propiedad de la Asociación Paraguaya de Fútbol, debido a su uso frecuente por equipos que optan oficiar ahí como locales.
- Nota: La sede social y administrativa del club Sol de América se halla en Barrio Obrero, Asunción, pero su campo de juego se ubica en Villa Elisa donde hace de local desde 1985.

| Distrito capital/Departamento | Cantidad | Equipos |
| ----------------------------- | -------- | --- |
| Asunción                      | 8        | Cerro Porteño / Olimpia / Guaraní / Libertad / Nacional / Tacuary / Sportivo Ameliano / Sportivo Trinidense |
| Departamento Central          | 2        | Sol de América / Sportivo Luqueño                                                                           |
| Departamento de Amambay       | 1        | Sportivo 2 de Mayo                                                                                          |
| Departamento de Alto Paraná   | 1        | General Caballero JLM                                                                                       |

### Información de equipos
Listado de los equipos que disputarán el primer torneo de la temporada. El número de equipos participantes para esta temporada es de 12.
| Equipo                | Ciudad                   | Estadio                  | Capacidad | Fundación               | Títulos | Subtítulos | Proovedor      | Patrocinador                 |
| --------------------- | ------------------------ | ------------------------ | --------- | ----------------------- | ------- | ---------- | -------------- | ---------------------------- |
| Cerro Porteño         | Asunción                 | General Pablo Rojas      | 45 000    | 1 de octubre de 1912    | 34      | 36         | Puma           | Ueno Bank                    |
| General Caballero JLM | Dr. Juan León Mallorquín | Ka'arendy                | 10 120    | 21 de junio de 1962     | 0       | 0          | Kappa          | Sanatorio San Sebastián      |
| Guaraní               | Asunción                 | Rogelio Silvino Livieres | 5 380     | 12 de octubre de 1903   | 11      | 17         | Kyrios         | Tigo                         |
| Libertad              | Asunción                 | La Huerta                | 10 100    | 30 de julio de 1905     | 24      | 22         | Puma           | Tigo                         |
| Nacional              | Asunción                 | Arsenio Erico            | 7 500     | 5 de junio de 1904      | 9       | 10         | Kappa          | Banco Continental            |
| Olimpia               | Asunción                 | Osvaldo Domínguez Dibb   | 22 000    | 25 de julio de 1902     | 46      | 25         | Nike           | Tigo                         |
| Sol de América        | Villa Elisa              | Luis Alfonso Giagni      | 11 000    | 22 de marzo de 1909     | 2       | 12         | Diadora        | Banco Continental            |
| Sportivo 2 de Mayo    | Pedro Juan Caballero     | Río Parapití             | 25 000    | 6 de diciembre de 1935  | 0       | 0          | Kyrios         | Banco Continental            |
| Sportivo Ameliano     | Asunción                 | José Tomás Silva         | 800       | 6 de enero de 1936      | 0       | 0          | Netanya Sports | Kia                          |
| Sportivo Luqueño      | Luque                    | Feliciano Cáceres        | 26 974    | 1 de mayo de 1921       | 2       | 4          | Kyrios         | Comercial Virgen del Rosario |
| Sportivo Trinidense   | Asunción                 | Martín Torres            | 3 000     | 11 de agosto de 1935    | 0       | 0          | Saltarín Rojo  | Noroda                       |
| Tacuary               | Asunción                 | Toribio Vargas           | 3 000     | 10 de diciembre de 1923 | 0       | 0          | Temple Sport   | Kia                          |

### Entrenadores
Actualizado el 27 de mayo de 2024.
| Equipo                | Entrenador/es         | Fechas           |
| --------------------- | --------------------- | ---------------- |
| Cerro Porteño         | Víctor Bernay         | 1.ª a 9.ª        |
| Cerro Porteño         | Jorge Achucarro       | 10.ª             |
| Cerro Porteño         | Manolo Jiménez        | 11.ª en adelante |
| General Caballero JLM | Héctor Fabián Ponce   | 1.ª a 13.ª       |
| General Caballero JLM | Aureliano Torres      | 14.ª en adelante |
| Guaraní               | Lucas Bovaglio        | 1.ª a 9.ª        |
| Guaraní               | Claudio Vargas        | 10.ª             |
| Guaraní               | Francisco Arce        | 11.ª en adelante |
| Libertad              | Ariel Galeano         | 1.ª en adelante  |
| Nacional              | Juan Pablo Pumpido    | 1.ª a 11.ª       |
| Nacional              | Víctor Bernay         | 12.ª en adelante |
| Olimpia               | Francisco Arce        | 1.ª a 4.ª        |
| Olimpia               | Aureliano Torres      | 5.ª              |
| Olimpia               | Martín Palermo        | 6.ª en adelante  |
| Sol de América        | Humberto Ovelar       | 1.ª a 5.ª        |
| Sol de América        | Humberto García       | 6.ª a 14.ª       |
| Sol de América        | Ángel Martínez Rotela | 15.ª a 17.ª      |
| Sol de América        | Troadio Duarte        | 18.ª en adelante |
| Sportivo 2 de Mayo    | Felipe Giménez        | 1.ª en adelante  |
| Sportivo Ameliano     | Pedro Sarabia         | 1.ª en adelante  |
| Sportivo Luqueño      | Julio César Cáceres   | 1.ª en adelante  |
| Sportivo Trinidense   | José Arrúa            | 1.ª en adelante  |
| Tacuary               | Vinícius Eutrópio     | 1.ª a 8.ª        |
| Tacuary               | Aldo Bobadilla        | 9.ª a 20.ª       |
| Tacuary               | Herminio Barrios      | 21.ª en adelante |

## Clasificación
| Pos. | Equipo                | Pts. | PJ | G  | E  | P  | GF | GC | Dif. | Clasificación 2024-25                 |
| ---- | --------------------- | ---- | -- | -- | -- | -- | -- | -- | ---- | ------------------------------------- |
| 1    | Libertad (C)          | 48   | 22 | 14 | 6  | 2  | 42 | 16 | +26  | Clasifica a la Copa Libertadores 2025 |
| 2    | Cerro Porteño         | 45   | 22 | 13 | 6  | 3  | 40 | 17 | +23  |                                       |
| 3    | Olimpia               | 36   | 22 | 9  | 9  | 4  | 28 | 21 | +7   |                                       |
| 4    | Sportivo Luqueño      | 35   | 22 | 10 | 5  | 7  | 25 | 22 | +3   |                                       |
| 5    | Guaraní               | 31   | 22 | 8  | 7  | 7  | 31 | 25 | +6   |                                       |
| 6    | 2 de Mayo             | 31   | 22 | 9  | 4  | 9  | 28 | 25 | +3   |                                       |
| 7    | Sol de América        | 26   | 22 | 7  | 5  | 10 | 26 | 39 | −13  |                                       |
| 8    | Tacuary               | 23   | 22 | 5  | 8  | 9  | 26 | 38 | −12  |                                       |
| 9    | Sportivo Ameliano     | 23   | 22 | 6  | 5  | 11 | 17 | 32 | −15  |                                       |
| 10   | Nacional              | 22   | 22 | 6  | 4  | 12 | 24 | 35 | −11  |                                       |
| 11   | Sportivo Trinidense   | 21   | 22 | 6  | 3  | 13 | 30 | 34 | −4   |                                       |
| 12   | General Caballero JLM | 19   | 22 | 3  | 10 | 9  | 22 | 35 | −13  |                                       |

Actualizado a los partidos jugados el 6 de junio de 2024.
 Fuente: APF

## Evolución de la clasificación
| Equipo \ Jornada      | 01 | 02 | 03 | 04  | 05 | 06 | 07 | 08  | 09  | 10  | 11  | 12  | 13  | 14 | 15 | 16 | 17 | 18 | 19 | 20 | 21 | 22 |
| --------------------- | -- | -- | -- | --- | -- | -- | -- | --- | --- | --- | --- | --- | --- | -- | -- | -- | -- | -- | -- | -- | -- | -- |
| Cerro Porteño         | 1  | 1  | 2* | 3*  | 3* | 5  | 6  | 6   | 6   | 5   | 5   | 2   | 2   | 2  | 2  | 1  | 2  | 1  | 2  | 1  | 2  | 2  |
| General Caballero JLM | 3  | 2  | 4  | 5   | 6  | 6  | 8  | 5   | 5   | 7   | 9   | 9   | 9   | 9  | 10 | 10 | 10 | 11 | 11 | 10 | 11 | 12 |
| Guaraní               | 5  | 8  | 3  | 2   | 2  | 3  | 7  | 7   | 7   | 9   | 7   | 8   | 6   | 7  | 7  | 5  | 6  | 6  | 6  | 6  | 6  | 5  |
| Libertad              | 6  | 3  | 1  | 1   | 1  | 1  | 1  | 2*  | 1*  | 1*  | 1*  | 1*  | 1*  | 1  | 1  | 2  | 1  | 2  | 1  | 2  | 1  | 1  |
| Nacional              | 10 | 10 | 10 | 11  | 12 | 10 | 10 | 11* | 11* | 12* | 12* | 12* | 11* | 11 | 11 | 12 | 11 | 10 | 10 | 11 | 9  | 10 |
| Olimpia               | 7  | 4  | 5  | 7   | 7  | 8  | 5  | 3   | 4   | 2   | 2   | 3   | 3   | 3  | 3  | 3  | 3  | 3  | 3  | 3  | 3  | 3  |
| Sol de América        | 8  | 9  | 8  | 8   | 10 | 12 | 11 | 9   | 9   | 10  | 8   | 7   | 8   | 10 | 9  | 9  | 9  | 9  | 8  | 9  | 7  | 7  |
| 2 de Mayo             | 12 | 6  | 9* | 10* | 8* | 4  | 2  | 1   | 2   | 3   | 4   | 5   | 4   | 5  | 4  | 6  | 4  | 5  | 4  | 5  | 5  | 6  |
| Sportivo Ameliano     | 4  | 7  | 7  | 4   | 5  | 7  | 4  | 8   | 8   | 6   | 6   | 6   | 7   | 6  | 6  | 7  | 7  | 7  | 7  | 7  | 8  | 9  |
| Sportivo Luqueño      | 2  | 5  | 6  | 6   | 4  | 2  | 3  | 4   | 3   | 4   | 3   | 4   | 5   | 4  | 5  | 4  | 5  | 4  | 5  | 4  | 4  | 4  |
| Sportivo Trinidense   | 11 | 12 | 11 | 9   | 11 | 11 | 12 | 12  | 12  | 11  | 11  | 11  | 12  | 12 | 12 | 11 | 12 | 12 | 12 | 12 | 12 | 11 |
| Tacuary               | 9  | 11 | 12 | 12  | 9  | 9  | 9  | 10  | 10  | 8   | 10  | 10  | 10  | 8  | 8  | 8  | 8  | 8  | 9  | 8  | 10 | 8  |

Notas:

* Indica la posición del equipo con un partido pendiente.

## Fixture
- Los horarios son correspondientes a la hora local de verano (UTC-3) y horario estándar (UTC-4), Asunción, Paraguay.

### Primera vuelta
| Fecha 1               | Fecha 1   | Fecha 1             | Fecha 1                  | Fecha 1     | Fecha 1 |
| Local                 | Resultado | Visitante           | Estadio                  | Día         | Hora    |
| --------------------- | --------- | ------------------- | ------------------------ | ----------- | ------- |
| Sportivo Ameliano     | 1 – 0     | Nacional            | Luis Alfonso Giagni      | 19 de enero | 18:00   |
| Olimpia               | 1 – 1     | Sol de América      | Defensores del Chaco     | 19 de enero | 20:30   |
| Sportivo Luqueño      | 2 – 0     | 2 de Mayo           | Feliciano Cáceres        | 20 de enero | 18:00   |
| General Caballero JLM | 2 – 1     | Tacuary             | Ka'arendy                | 20 de enero | 20:30   |
| Cerro Porteño         | 3 – 1     | Sportivo Trinidense | Defensores del Chaco     | 21 de enero | 18:00   |
| Guaraní               | 1 – 1     | Libertad            | Rogelio Silvino Livieres | 21 de enero | 20:30   |

| Fecha 2           | Fecha 2   | Fecha 2               | Fecha 2             | Fecha 2     | Fecha 2 |
| Local             | Resultado | Visitante             | Estadio             | Día         | Hora    |
| ----------------- | --------- | --------------------- | ------------------- | ----------- | ------- |
| Nacional          | 2 – 2     | General Caballero JLM | Arsenio Erico       | 23 de enero | 18:30   |
| Tacuary           | 0 – 1     | Olimpia               | Villa Alegre        | 23 de enero | 20:30   |
| Sol de América    | 2 – 2     | Guaraní               | Luis Alfonso Giagni | 24 de enero | 18:30   |
| Libertad          | 2 – 1     | Sportivo Luqueño      | La Huerta           | 24 de enero | 20:30   |
| 2 de Mayo         | 2 – 1     | Sportivo Trinidense   | Río Parapití        | 25 de enero | 18:30   |
| Sportivo Ameliano | 1 – 4     | Cerro Porteño         | Luis Alfonso Giagni | 25 de enero | 20:30   |

| Fecha 3               | Fecha 3   | Fecha 3           | Fecha 3                  | Fecha 3     | Fecha 3 |
| Local                 | Resultado | Visitante         | Estadio                  | Día         | Hora    |
| --------------------- | --------- | ----------------- | ------------------------ | ----------- | ------- |
| Sportivo Luqueño      | 1 – 1     | Sol de América    | Feliciano Cáceres        | 27 de enero | 18:30   |
| Olimpia               | 2 – 2     | Nacional          | Defensores del Chaco     | 27 de enero | 20:50   |
| General Caballero JLM | 1 – 1     | Sportivo Ameliano | Ka'arendy                | 28 de enero | 18:30   |
| Guaraní               | 3 – 0     | Tacuary           | Rogelio Silvino Livieres | 28 de enero | 20:50   |
| Sportivo Trinidense   | 1 – 2     | Libertad          | Luis Alfonso Giagni      | 29 de enero | 18:30   |
| Cerro Porteño         | 0 – 3     | 2 de Mayo         | Defensores del Chaco     | 29 de enero | 20:50   |

| Fecha 4               | Fecha 4   | Fecha 4             | Fecha 4             | Fecha 4      | Fecha 4 |
| Local                 | Resultado | Visitante           | Estadio             | Día          | Hora    |
| --------------------- | --------- | ------------------- | ------------------- | ------------ | ------- |
| Nacional              | 1 – 4     | Guaraní             | Arsenio Erico       | 2 de febrero | 18:15   |
| Sol de América        | 2 – 3     | Sportivo Trinidense | Luis Alfonso Giagni | 2 de febrero | 20:45   |
| Tacuary               | 1 – 1     | Sportivo Luqueño    | Luis Alfonso Giagni | 3 de febrero | 19:00   |
| General Caballero JLM | 2 – 2     | Cerro Porteño       | Ka'arendy           | 4 de febrero | 18:15   |
| Libertad              | 3 – 0     | 2 de Mayo           | La Huerta           | 4 de febrero | 20:45   |
| Sportivo Ameliano     | 2 – 1     | Olimpia             | Villa Alegre        | 5 de febrero | 19:30   |

| Fecha 5             | Fecha 5   | Fecha 5               | Fecha 5                  | Fecha 5       | Fecha 5 |
| Local               | Resultado | Visitante             | Estadio                  | Día           | Hora    |
| ------------------- | --------- | --------------------- | ------------------------ | ------------- | ------- |
| 2 de Mayo           | 3 – 0     | Sol de América        | Río Parapití             | 9 de febrero  | 18:15   |
| Sportivo Trinidense | 1 – 3     | Tacuary               | Arsenio Erico            | 9 de febrero  | 20:45   |
| Guaraní             | 0 – 0     | Sportivo Ameliano     | Rogelio Silvino Livieres | 10 de febrero | 18:15   |
| Olimpia             | 1 – 1     | General Caballero JLM | Defensores del Chaco     | 10 de febrero | 20:45   |
| Cerro Porteño       | 1 – 1     | Libertad              | Defensores del Chaco     | 11 de febrero | 18:15   |
| Sportivo Luqueño    | 2 – 0     | Nacional              | Feliciano Cáceres        | 11 de febrero | 20:45   |

| Fecha 6               | Fecha 6   | Fecha 6             | Fecha 6              | Fecha 6       | Fecha 6 |
| Local                 | Resultado | Visitante           | Estadio              | Día           | Hora    |
| --------------------- | --------- | ------------------- | -------------------- | ------------- | ------- |
| General Caballero JLM | 0 – 0     | Guaraní             | Ka'arendy            | 16 de febrero | 18:15   |
| Sportivo Ameliano     | 1 – 3     | Sportivo Luqueño    | Luis Alfonso Giagni  | 16 de febrero | 20:45   |
| Olimpia               | 1 – 1     | Cerro Porteño       | Defensores del Chaco | 17 de febrero | 18:15   |
| Sol de América        | 1 – 2     | Libertad            | Luis Alfonso Giagni  | 18 de febrero | 18:15   |
| Nacional              | 2 – 1     | Sportivo Trinidense | Arsenio Erico        | 18 de febrero | 20:45   |
| Tacuary               | 1 – 1     | 2 de Mayo           | Luis Alfonso Giagni  | 19 de febrero | 19:30   |

| Fecha 7             | Fecha 7   | Fecha 7               | Fecha 7              | Fecha 7       | Fecha 7 |
| Local               | Resultado | Visitante             | Estadio              | Día           | Hora    |
| ------------------- | --------- | --------------------- | -------------------- | ------------- | ------- |
| Sportivo Luqueño    | 1 – 1     | General Caballero JLM | Feliciano Cáceres    | 23 de febrero | 19:30   |
| 2 de Mayo           | 2 – 0     | Nacional              | Río Parapití         | 24 de febrero | 18:15   |
| Cerro Porteño       | 0 – 0     | Sol de América        | Defensores del Chaco | 24 de febrero | 20:45   |
| Sportivo Trinidense | 0 – 1     | Sportivo Ameliano     | Martín Torres        | 25 de febrero | 18:15   |
| Guaraní             | 1 – 3     | Olimpia               | Villa Alegre         | 25 de febrero | 20:45   |
| Libertad            | 1 – 1     | Tacuary               | La Huerta            | 26 de febrero | 19:30   |

| Fecha 8               | Fecha 8   | Fecha 8             | Fecha 8                  | Fecha 8     | Fecha 8 |
| Local                 | Resultado | Visitante           | Estadio                  | Día         | Hora    |
| --------------------- | --------- | ------------------- | ------------------------ | ----------- | ------- |
| Guaraní               | 1 – 1     | Cerro Porteño       | Rogelio Silvino Livieres | 1 de marzo  | 19:30   |
| Sportivo Ameliano     | 0 – 2     | 2 de Mayo           | Luis Alfonso Giagni      | 2 de marzo  | 18:00   |
| Olimpia               | 1 – 0     | Sportivo Luqueño    | Defensores del Chaco     | 2 de marzo  | 20:30   |
| General Caballero JLM | 3 – 2     | Sportivo Trinidense | Ka'arendy                | 3 de marzo  | 18:00   |
| Tacuary               | 0 – 2     | Sol de América      | Arsenio Erico            | 4 de marzo  | 19:30   |
| Nacional              | 1 – 1     | Libertad            | Arsenio Erico            | 17 de abril | 19:00   |

| Fecha 9             | Fecha 9   | Fecha 9               | Fecha 9                  | Fecha 9     | Fecha 9 |
| Local               | Resultado | Visitante             | Estadio                  | Día         | Hora    |
| ------------------- | --------- | --------------------- | ------------------------ | ----------- | ------- |
| Sol de América      | 1 – 0     | Nacional              | Luis Alfonso Giagni      | 8 de marzo  | 18:00   |
| 2 de Mayo           | 1 – 1     | General Caballero JLM | Río Parapití             | 8 de marzo  | 20:30   |
| Cerro Porteño       | 0 – 1     | Tacuary               | Defensores del Chaco     | 9 de marzo  | 19:30   |
| Sportivo Trinidense | 1 – 1     | Olimpia               | Rogelio Silvino Livieres | 10 de marzo | 18:00   |
| Sportivo Luqueño    | 1 – 0     | Guaraní               | Feliciano Cáceres        | 10 de marzo | 20:30   |
| Libertad            | 4 – 1     | Sportivo Ameliano     | La Huerta                | 11 de marzo | 19:30   |

| Fecha 10              | Fecha 10  | Fecha 10            | Fecha 10                 | Fecha 10    | Fecha 10 |
| Local                 | Resultado | Visitante           | Estadio                  | Día         | Hora     |
| --------------------- | --------- | ------------------- | ------------------------ | ----------- | -------- |
| Sportivo Luqueño      | 0 – 1     | Cerro Porteño       | Defensores del Chaco     | 15 de marzo | 19:30    |
| Olimpia               | 2 – 1     | 2 de Mayo           | Defensores del Chaco     | 16 de marzo | 18:40    |
| General Caballero JLM | 0 – 2     | Libertad            | Ka'arendy                | 16 de marzo | 21:00    |
| Nacional              | 0 – 1     | Tacuary             | Arsenio Erico            | 17 de marzo | 18:40    |
| Guaraní               | 1 – 2     | Sportivo Trinidense | Rogelio Silvino Livieres | 17 de marzo | 21:00    |
| Sportivo Ameliano     | 2 – 1     | Sol de América      | Rogelio Silvino Livieres | 18 de marzo | 19:30    |

| Fecha 11            | Fecha 11  | Fecha 11              | Fecha 11            | Fecha 11    | Fecha 11 |
| Local               | Resultado | Visitante             | Estadio             | Día         | Hora     |
| ------------------- | --------- | --------------------- | ------------------- | ----------- | -------- |
| Tacuary             | 1 – 1     | Sportivo Ameliano     | Feliciano Cáceres   | 27 de marzo | 18:00    |
| Sportivo Trinidense | 0 – 1     | Sportivo Luqueño      | Martín Torres       | 27 de marzo | 20:30    |
| Cerro Porteño       | 1 – 0     | Nacional              | General Pablo Rojas | 30 de marzo | 18:00    |
| Libertad            | 0 – 0     | Olimpia               | La Huerta           | 30 de marzo | 20:30    |
| Sol de América      | 2 – 1     | General Caballero JLM | Luis Alfonso Giagni | 31 de marzo | 17:30    |
| 2 de Mayo           | 0 – 1     | Guaraní               | Río Parapití        | 31 de marzo | 20:00    |

### Segunda vuelta
| Fecha 12            | Fecha 12  | Fecha 12              | Fecha 12             | Fecha 12   | Fecha 12 |
| Local               | Resultado | Visitante             | Estadio              | Día        | Hora     |
| ------------------- | --------- | --------------------- | -------------------- | ---------- | -------- |
| Tacuary             | 1 – 1     | General Caballero JLM | Luis Alfonso Giagni  | 5 de abril | 18:00    |
| Nacional            | 1 – 1     | Sportivo Ameliano     | Arsenio Erico        | 5 de abril | 20:30    |
| Sportivo Trinidense | 1 – 3     | Cerro Porteño         | Arsenio Erico        | 6 de abril | 18:00    |
| Libertad            | 2 – 1     | Guaraní               | La Huerta            | 6 de abril | 20:30    |
| Sol de América      | 0 – 0     | Olimpia               | Defensores del Chaco | 7 de abril | 17:30    |
| 2 de Mayo           | 0 – 0     | Sportivo Luqueño      | Río Parapití         | 7 de abril | 20:00    |

| Fecha 13              | Fecha 13  | Fecha 13          | Fecha 13                 | Fecha 13    | Fecha 13 |
| Local                 | Resultado | Visitante         | Estadio                  | Día         | Hora     |
| --------------------- | --------- | ----------------- | ------------------------ | ----------- | -------- |
| Guaraní               | 1 – 0     | Sol de América    | Rogelio Silvino Livieres | 12 de abril | 18:00    |
| Sportivo Trinidense   | 1 – 2     | 2 de Mayo         | Martín Torres            | 12 de abril | 20:30    |
| Olimpia               | 2 – 1     | Tacuary           | Antonio Aranda           | 13 de abril | 18:00    |
| General Caballero JLM | 1 – 2     | Nacional          | Ka'arendy                | 13 de abril | 20:30    |
| Sportivo Luqueño      | 0 – 3     | Libertad          | Feliciano Cáceres        | 14 de abril | 17:30    |
| Cerro Porteño         | 3 – 0     | Sportivo Ameliano | General Pablo Rojas      | 14 de abril | 20:00    |

| Fecha 14          | Fecha 14  | Fecha 14              | Fecha 14            | Fecha 14    | Fecha 14 |
| Local             | Resultado | Visitante             | Estadio             | Día         | Hora     |
| ----------------- | --------- | --------------------- | ------------------- | ----------- | -------- |
| Sol de América    | 0 – 3     | Sportivo Luqueño      | Luis Alfonso Giagni | 19 de abril | 18:00    |
| 2 de Mayo         | 0 – 2     | Cerro Porteño         | Río Parapití        | 19 de abril | 20:30    |
| Sportivo Ameliano | 2 – 0     | General Caballero JLM | Luis Alfonso Giagni | 20 de abril | 17:30    |
| Libertad          | 2 – 0     | Sportivo Trinidense   | La Huerta           | 20 de abril | 20:00    |
| Tacuary           | 4 – 4     | Guaraní               | Jardines del Kelito | 21 de abril | 17:30    |
| Nacional          | 0 – 1     | Olimpia               | Arsenio Erico       | 21 de abril | 20:00    |

| Fecha 15            | Fecha 15  | Fecha 15              | Fecha 15                 | Fecha 15    | Fecha 15 |
| Local               | Resultado | Visitante             | Estadio                  | Día         | Hora     |
| ------------------- | --------- | --------------------- | ------------------------ | ----------- | -------- |
| Sportivo Trinidense | 4 – 0     | Sol de América        | Arsenio Erico            | 26 de abril | 19:30    |
| Sportivo Luqueño    | 1 – 2     | Tacuary               | Feliciano Cáceres        | 27 de abril | 20:00    |
| 2 de Mayo           | 2 – 0     | Libertad              | Río Parapití             | 28 de abril | 17:30    |
| Guaraní             | 3 – 1     | Nacional              | Rogelio Silvino Livieres | 28 de abril | 17:30    |
| Cerro Porteño       | 4 – 0     | General Caballero JLM | Defensores del Chaco     | 28 de abril | 20:00    |
| Olimpia             | 0 – 1     | Sportivo Ameliano     | Osvaldo Domínguez Dibb   | 29 de abril | 19:30    |

| Fecha 16              | Fecha 16  | Fecha 16            | Fecha 16            | Fecha 16  | Fecha 16 |
| Local                 | Resultado | Visitante           | Estadio             | Día       | Hora     |
| --------------------- | --------- | ------------------- | ------------------- | --------- | -------- |
| Sportivo Ameliano     | 0 – 3     | Guaraní             | Luis Alfonso Giagni | 3 de mayo | 17:30    |
| Libertad              | 1 – 3     | Cerro Porteño       | La Huerta           | 3 de mayo | 20:00    |
| Nacional              | 0 – 1     | Sportivo Luqueño    | Arsenio Erico       | 3 de mayo | 20:00    |
| Tacuary               | 0 – 0     | Sportivo Trinidense | Jardines del Kelito | 4 de mayo | 19:30    |
| General Caballero JLM | 1 – 3     | Olimpia             | Ka'arendy           | 5 de mayo | 17:00    |
| Sol de América        | 1 – 0     | 2 de Mayo           | Luis Alfonso Giagni | 5 de mayo | 19:30    |

| Fecha 17            | Fecha 17  | Fecha 17              | Fecha 17                 | Fecha 17   | Fecha 17 |
| Local               | Resultado | Visitante             | Estadio                  | Día        | Hora     |
| ------------------- | --------- | --------------------- | ------------------------ | ---------- | -------- |
| 2 de Mayo           | 3 – 1     | Tacuary               | Río Parapití             | 10 de mayo | 18:00    |
| Libertad            | 4 – 1     | Sol de América        | La Huerta                | 10 de mayo | 20:30    |
| Sportivo Trinidense | 0 – 1     | Nacional              | Martín Torres            | 11 de mayo | 17:00    |
| Sportivo Luqueño    | 0 – 0     | Sportivo Ameliano     | Feliciano Cáceres        | 11 de mayo | 19:30    |
| Cerro Porteño       | 1 – 1     | Olimpia               | General Pablo Rojas      | 12 de mayo | 16:30    |
| Guaraní             | 0 – 0     | General Caballero JLM | Rogelio Silvino Livieres | 13 de mayo | 17:30    |

| Fecha 18              | Fecha 18  | Fecha 18            | Fecha 18             | Fecha 18   | Fecha 18 |
| Local                 | Resultado | Visitante           | Estadio              | Día        | Hora     |
| --------------------- | --------- | ------------------- | -------------------- | ---------- | -------- |
| Sportivo Ameliano     | 0 – 2     | Sportivo Trinidense | Feliciano Cáceres    | 17 de mayo | 17:30    |
| Nacional              | 3 – 1     | 2 de Mayo           | Arsenio Erico        | 17 de mayo | 20:00    |
| Olimpia               | 2 – 1     | Guaraní             | Defensores del Chaco | 18 de mayo | 15:00    |
| Tacuary               | 0 – 0     | Libertad            | Jardines del Kelito  | 18 de mayo | 17:30    |
| Sol de América        | 0 – 3     | Cerro Porteño       | Defensores del Chaco | 19 de mayo | 15:15    |
| General Caballero JLM | 1 – 2     | Sportivo Luqueño    | Ka'arendy            | 19 de mayo | 17:30    |

| Fecha 19            | Fecha 19  | Fecha 19              | Fecha 19             | Fecha 19   | Fecha 19 |
| Local               | Resultado | Visitante             | Estadio              | Día        | Hora     |
| ------------------- | --------- | --------------------- | -------------------- | ---------- | -------- |
| 2 de Mayo           | 2 – 1     | Sportivo Ameliano     | Río Parapití         | 21 de mayo | 17:30    |
| Libertad            | 5 – 0     | Nacional              | La Huerta            | 21 de mayo | 20:00    |
| Sol de América      | 6 – 3     | Tacuary               | Luis Alfonso Giagni  | 22 de mayo | 14:30    |
| Sportivo Luqueño    | 0 – 2     | Olimpia               | Defensores del Chaco | 22 de mayo | 17:30    |
| Cerro Porteño       | 2 – 0     | Guaraní               | General Pablo Rojas  | 22 de mayo | 20:00    |
| Sportivo Trinidense | 1 – 1     | General Caballero JLM | Martín Torres        | 23 de mayo | 19:30    |

| Fecha 20              | Fecha 20  | Fecha 20            | Fecha 20                 | Fecha 20   | Fecha 20 |
| Local                 | Resultado | Visitante           | Estadio                  | Día        | Hora     |
| --------------------- | --------- | ------------------- | ------------------------ | ---------- | -------- |
| Nacional              | 3 – 0     | Sol de América      | Martín Torres            | 25 de mayo | 17:00    |
| Tacuary               | 1 – 3     | Cerro Porteño       | Antonio Aranda           | 25 de mayo | 17:00    |
| Guaraní               | 0 – 1     | Sportivo Luqueño    | Rogelio Silvino Livieres | 25 de mayo | 19:30    |
| Sportivo Ameliano     | 0 – 1     | Libertad            | Arsenio Erico            | 26 de mayo | 14:30    |
| Olimpia               | 1 – 2     | Sportivo Trinidense | Defensores del Chaco     | 26 de mayo | 17:00    |
| General Caballero JLM | 1 – 0     | 2 de Mayo           | Ka'arendy                | 27 de mayo | 19:30    |

| Fecha 21            | Fecha 21  | Fecha 21              | Fecha 21                 | Fecha 21   | Fecha 21 |
| Local               | Resultado | Visitante             | Estadio                  | Día        | Hora     |
| ------------------- | --------- | --------------------- | ------------------------ | ---------- | -------- |
| Tacuary             | 2 – 5     | Nacional              | Rogelio Silvino Livieres | 1 de junio | 15:00    |
| Sportivo Trinidense | 0 – 1     | Guaraní               | Martín Torres            | 1 de junio | 15:00    |
| 2 de Mayo           | 1 – 1     | Olimpia               | Río Parapití             | 1 de junio | 17:30    |
| Cerro Porteño       | 0 – 2     | Sportivo Luqueño      | General Pablo Rojas      | 2 de junio | 16:30    |
| Libertad            | 2 – 0     | General Caballero JLM | La Huerta                | 2 de junio | 16:30    |
| Sol de América      | 2 – 1     | Sportivo Ameliano     | Luis Alfonso Giagni      | 3 de junio | 18:00    |

| Fecha 22              | Fecha 22  | Fecha 22            | Fecha 22                 | Fecha 22   | Fecha 22 |
| Local                 | Resultado | Visitante           | Estadio                  | Día        | Hora     |
| --------------------- | --------- | ------------------- | ------------------------ | ---------- | -------- |
| Guaraní               | 3 – 2     | 2 de Mayo           | Rogelio Silvino Livieres | 4 de junio | 18:00    |
| Sportivo Luqueño      | 2 – 6     | Sportivo Trinidense | Feliciano Cáceres        | 5 de junio | 15:30    |
| Olimpia               | 1 – 3     | Libertad (C)        | Defensores del Chaco     | 5 de junio | 18:00    |
| Nacional              | 0 – 2     | Cerro Porteño       | Antonio Aranda           | 5 de junio | 18:00    |
| Sportivo Ameliano     | 0 – 1     | Tacuary             | Martín Torres            | 6 de junio | 15:30    |
| General Caballero JLM | 2 – 3     | Sol de América      | Ka'arendy                | 6 de junio | 18:00    |

### Resultados
| Local \ Visitante     | TRI | CPO | GCM | SOL | GUA | LIB | NAC | LUQ | OLI | 2MY | AME | TAC |
| --------------------- | --- | --- | --- | --- | --- | --- | --- | --- | --- | --- | --- | --- |
| Sportivo Trinidense   |     | 1–3 | 1–1 | 4–0 | 0–1 | 1–2 | 0–1 | 0–1 | 1–1 | 1–2 | 0–1 | 1–3 |
| Cerro Porteño         | 3–1 |     | 4–0 | 0–0 | 2–0 | 1–1 | 1–0 | 0–2 | 1–1 | 0–3 | 3–0 | 0–1 |
| General Caballero JLM | 3–2 | 2–2 |     | 2–3 | 0–0 | 0–2 | 1–2 | 1–2 | 1–3 | 1–0 | 1–1 | 2–1 |
| Sol de América        | 2–3 | 0–3 | 2–1 |     | 2–2 | 1–2 | 1–0 | 0–3 | 0–0 | 1–0 | 2–1 | 6–3 |
| Guaraní               | 1–2 | 1–1 | 0–0 | 1–0 |     | 1–1 | 3–1 | 0–1 | 1–3 | 3–2 | 0–0 | 3–0 |
| Libertad              | 2–0 | 1–3 | 2–0 | 4–1 | 2–1 |     | 5–0 | 2–1 | 0–0 | 3–0 | 4–1 | 1–1 |
| Nacional              | 2–1 | 0–2 | 2–2 | 3–0 | 1–4 | 1–1 |     | 0–1 | 0–1 | 3–1 | 1–1 | 0–1 |
| Sportivo Luqueño      | 2–6 | 0–1 | 1–1 | 1–1 | 1–0 | 0–3 | 2–0 |     | 0–2 | 2–0 | 0–0 | 1–2 |
| Olimpia               | 1–2 | 1–1 | 1–1 | 1–1 | 2–1 | 1–3 | 2–2 | 1–0 |     | 2–1 | 0–1 | 2–1 |
| 2 de Mayo             | 2–1 | 0–2 | 1–1 | 3–0 | 0–1 | 2–0 | 2–0 | 0–0 | 1–1 |     | 2–1 | 3–1 |
| Sportivo Ameliano     | 0–2 | 1–4 | 2–0 | 2–1 | 0–3 | 0–1 | 1–0 | 1–3 | 2–1 | 0–2 |     | 0–1 |
| Tacuary               | 0–0 | 1–3 | 1–1 | 0–2 | 4–4 | 0–0 | 2–5 | 1–1 | 0–1 | 1–1 | 1–1 |     |

## Campeón
|                       |
| Libertad 25.to título |

## Tabla de promedios
| Pos. | Equipo                | Prom. | Pts. | PJ  | '22 | '23 | '24 |
| ---- | --------------------- | ----- | ---- | --- | --- | --- | --- |
| 1.°  | Libertad              | 2.164 | 238  | 110 | 91  | 99  | 48  |
| 2.°  | Cerro Porteño         | 2.036 | 224  | 110 | 98  | 81  | 45  |
| 3.°  | Olimpia               | 1.727 | 190  | 110 | 92  | 62  | 36  |
| 4.°  | Nacional              | 1.436 | 158  | 110 | 71  | 65  | 22  |
| 5.°  | 2 de Mayo             | 1.409 | 31   | 22  | —   | —   | 31  |
| 6.°  | Guaraní               | 1.373 | 151  | 110 | 55  | 65  | 31  |
| 7.°  | Sportivo Trinidense   | 1.303 | 86   | 66  | —   | 65  | 21  |
| 8.°  | Sportivo Luqueño      | 1.303 | 86   | 66  | —   | 51  | 35  |
| 9.°  | Sol de América        | 1.182 | 26   | 22  | —   | —   | 26  |
| 10.° | Sportivo Ameliano     | 1.164 | 128  | 110 | 48  | 57  | 23  |
| 11.° | Tacuary               | 1.091 | 120  | 110 | 53  | 44  | 20  |
| 12.° | General Caballero JLM | 1.082 | 119  | 110 | 51  | 49  | 19  |

     En zona de descenso a la División Intermedia.

## Goleadores
| Pos. | Jugador            | Club                  | Goles |
| ---- | ------------------ | --------------------- | ----- |
| 1    | Cecilio Domínguez  | Cerro Porteño         | 11    |
| 2    | Jorge Sanguina     | General Caballero JLM | 8     |
| 3    | Alan Pereira       | Sportivo Trinidense   | 7     |
| 4    | Brahian Ayala      | 2 de Mayo             | 7     |
| 5    | Fernando Fernández | Cerro Porteño         | 6     |
| 6    | Adrián Alcaraz     | Guaraní               | 6     |
| 7    | Óscar Cardozo      | Libertad              | 6     |
| 8    | Juan Iturbe        | Cerro Porteño         | 5     |
| 9    | Walter González    | Guaraní               | 5     |
| 10   | Paul Riveros       | Guaraní               | 5     |
| 11   | Diego Duarte       | Nacional              | 5     |
| 12   | Facundo Bruera     | Olimpia               | 5     |
| 13   | Lisandro Cabrera   | Sol de América        | 5     |
| 14   | Ronald Roa         | Sol de América        | 5     |
| 15   | Derlis Rodríguez   | Tacuary               | 5     |